# Martin Kove
Pour les articles homonymes, voir Kove (homonymie).
Martin Kove, né le 6 mars 1946 à Brooklyn, quartier de New York, est un acteur américain. 
Il est surtout connu pour son rôle du fanatique senseï John Kreese (en) dans la trilogie Karaté Kid ainsi que dans la série Cobra Kai. En 2019, il est à l'affiche de Once Upon a Time… in Hollywood.

## Biographie
Martin Kove est né à Brooklyn (New York) le 6 mars 1946 dans une famille juive américaine.

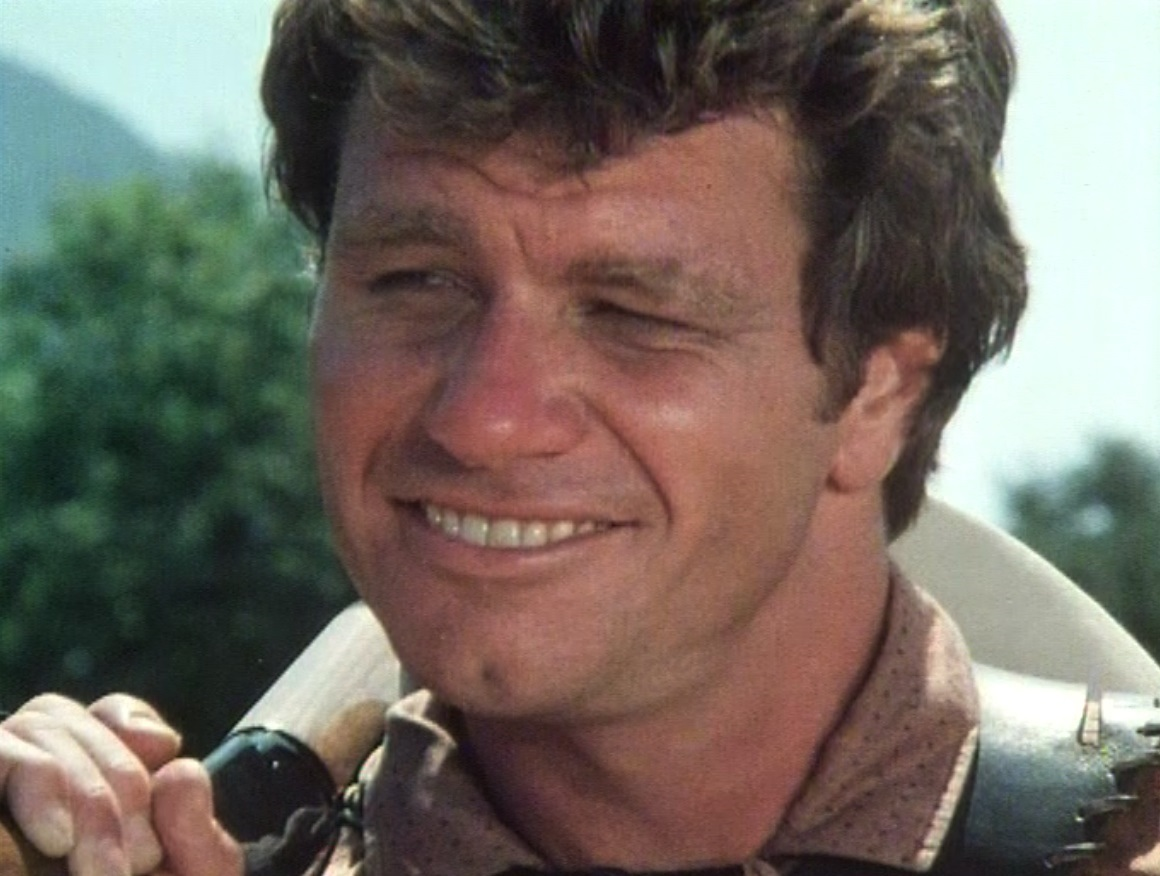
The Optimist (1983)

## Filmographie

### Comme acteur
- 1971 : Little Murders
- 1971 : Femmes en révolte (Women in Revolt) : Marty
- 1972 : Sauvages (Savages) : Archie, a Bully
- 1972 : La Dernière Maison sur la gauche (The Last House on the Left) : Deputy
- 1973 : Flics et Voyous (Cops and Robbers) : Ambulance Attendant
- 1974 : Road Movie de Joseph Strick : Weigh Station Cop
- 1975 : The Wild Party : Editor
- 1975 : Capone de Steve Carver : Pete Gusenberg
- 1975 : La Course à la mort de l'an 2000 (Death Race 2000) de Paul Bartel : Nero the Hero
- 1975 : La Route de la violence (White Line Fever) : Clem
- 1976 : The Four Deuces : Smokey Ross, the 'Deuce of Diamonds'
- 1976 : The November Plan (TV) : Stan
- 1976 : Kingston (TV) : Dealey
- 1976 : Capitaines et Rois (Captains and the Kings) (feuilleton TV)
- 1977 : Code R (série télévisée) : George Baker
- 1977 : On m'appelle Dollars (Mr. Billion) de Jonathan Kaplan : Texas Gambler
- 1977 : Le Bison blanc (The White Buffalo) : Jack McCall
- 1977 : We've Got Each Other (série télévisée) : Ken Redford
- 1977 : Drôles de dames (TV) (2e saison, épisode 14 : "Sammy Davis en voit de drôles") : Georgie
- 1978 : The Sky Trap (TV)
- 1978 : L'Incroyable Hulk (TV) : Henry "Rocky" Welsh
- 1979 : Starsky et Hutch (TV) (4 ème saison, Episode 15 : Un oiseau de malheur) : Jimmy Lucas
- 1979 : Seven : Skip
- 1980 : Timide et sans complexe (TV) : Leon
- 1980 : Laboratory
- 1980 : Trouble in High Timber Country (TV) : Willie Yeager
- 1980 - 1988 : Cagney et Lacey (TV) : Victor Isbecki
- 1981 : The Edge of Night (série télévisée) : Romeo Slade (1981)
- 1982 : Cry for the Strangers (TV) : Jeff
- 1982 : Partners de James Burrows : Homme dans la cabine téléphonique
- 1982 : Blood Tide : Neil Grice
- 1983: The Optimist (TV)
- 1984 : Karaté Kid (The Karate Kid) : John Kreese Cobra Kai Sensei
- 1985 : Rambo 2 : La Mission (Rambo: First Blood Part II) : Ericson
- 1985 : La cinquième dimension (The Twilight Zone) (Série) (épisode 10, saison 1 "Opening Day") : Joe Farrell
- 1986 : Karate Kid, le moment de vérité II (The Karate Kid, Part II) : John Kreese
- 1987 : Steele Justice : John Steele
- 1988 : Higher Ground (TV) : Rick Loden
- 1989 : President's Target : Sam Nicholson
- 1989 : Karaté Kid 3 (The Karate Kid, Part III) : John Kreese
- 1989 : Pas de répit sur planète Terre (TV) Jessie
- 1991 : White Light : Sean Craig
- 1992 : Shootfighter: Fight to the Death : Mr. Lee
- 1992 : Tuez l'Androïde ! (Shadowchaser) : Desilva
- 1992 : Le Rebelle : Mitch Raines
- 1993 : Par acquit de conscience (Lightning in a Bottle) : Duane Furber
- 1993 : Future Shock : Dr Langdon
- 1993 : Firehawk (vidéo) : Stewart
- 1993 : Parents coupables (Without a Kiss Goodbye) (TV)
- 1993 : The Outfit : Agent Baker
- 1993 : To Be the Best : Rick Kulhane
- 1993 : Les contes de la Crypte (S05E12, L'heure des comptes) (TV) : Le détective
- 1994 : Wyatt Earp : Ed Ross
- 1994 : Wyatt Earp: Return to Tombstone
- 1994 : Espèce en danger (Endangered) : DeVoe
- 1994 : Savage Land : Jabal
- 1994 : Gambler V: Playing for Keeps (TV) : Black Jack
- 1994 : Death Match : Paul Landis
- 1994 : Cagney et Lacey - Les retrouvailles (Cagney & Lacey: The Return) (TV) : Isbecki
- 1995 : Walker, Texas Ranger (TV) : Fred Kimble
- 1995 : Without Mercy : Wolf Larsen
- 1995 : Baby Face Nelson : John Dillinger
- 1995 : Final Equinox : Torman
- 1996 : Judge and Jury : Michael Silvano
- 1996 : Timelock : Admiral Danny Teegs
- 1997 : Les Rapaces (Top of the World) : Carl
- 1997 : The Marksmen : Samuel J. Weber
- 1997 : Mercenary (TV) : Phoenix
- 1997 : Les Guerriers de l'ombre (Assault on Devil's Island) (TV) : Andy Powers
- 1997 : Grizzly Mountain : Marshal Jackson
- 1998 : Hyacinth
- 1998 : Joseph's Gift : Thompsonn
- 1998 : Nowhere Land : Hank
- 1998 : The Thief & the Stripper : Face
- 1998 : The Waterfront : James Ricks
- 1999 : Shadow Warriors II: Hunt for the Death Merchant (TV) : Andy Powers
- 2000 : Bad Guys : ...The Commander
- 2001 : Savage Season : Frank
- 2001 : Final Payback : Captain Peter James
- 2001 : Black Scorpion Returns (vidéo)
- 2001 : Frères de guerre (Going Back TV) : père Brazinski
- 2001 : Extreme Honor : Packard
- 2001 : Con Games (vidéo) : Redick
- 2002 : Shattered Lies : Tom Reynolds
- 2002 : L'Ours et l'enfant (Gentle Ben) (TV) : Cully
- 2002 : American Gun : Theodore Huntley
- 2002 : Trance : Robert Leoni
- 2002 : Crocodile 2 (Crocodile 2: Death Swamp) : Roland
- 2002 : Sting of the Black Scorpion (vidéo) : Jack Ames / Firearm
- 2003 : Devil's Knight : Zeff
- 2003 : Illusion Infinity (alias Paradise) : Chauffeur de taxi
- 2003 : L'Ours et l'enfant : Danger dans les montagnes  (Gentle Ben 2: Danger on the Mountain) (TV) : Cully
- 2003 : Barbarian (vidéo) : Munkar
- 2003 : Hard Ground (TV) : Floyd
- 2003 : Rice Girl : Captain Ron Williams
- 2003 : Curse of the Forty-Niner : Caleb
- 2004 : The Hollywood Mom's Mystery (TV) : Sandy Palumbo
- 2004 : Big Chuck, Little Chuck : The clown
- 2004 : Predatorman (Alien Lockdown) (TV) : Anslow
- 2005 : Soft Target : Jake Lawlor
- 2005 : Insects (Glass Trap) : Corrigan
- 2005 : Miracle at Sage Creek : Jess
- 2006 : Seven Mummies : Kile
- 2006 : Chinaman's Chance : Sheriff Jones
- 2006 : Max Havoc: Ring of Fire : Lt. Reynolds
- 2006 : Messages : DCI Collins
- 2015 : The dog who saved summer : Sean Olsen
- 2016 : 2 Lava 2 Lantula ! : Colonel Jester
- 2018–2025 : Cobra Kai (série Netflix) : John Kreese (invité saison 1, principal depuis la saison 2)
- 2019 : Once Upon a Time… in Hollywood de Quentin Tarantino : le shérif dans la série Bounty Law
- 2019 : D-Day de Nick Lyon : Nicholas

### Comme producteur
- 2003 : Curse of the Forty-Niner (en)(associate producer)
- 2005 : Miracle at Sage Creek (en)(associate producer)

## Distinctions

### Récompenses
- Golden Boot Awards 2007 : Prix Golden Boot.
- Atlantic City Cinefest 2009 : Prix pour l'ensemble de sa carrière.
- Catalina Film Festival 2020 : Prix pour l'ensemble de sa carrière.
- Oceanside International Film Festival 2020 : Prix du Jury du meilleur acteur dans un second rôle dans un court-métrage pour The Roommates
- Northern Virginia International Film and Music Festival 2021 : Prix du Jury de la meilleure distribution dans un court-métrage pour The Roommates

### Nominations
- Northern Virginia International Film and Music Festival 2021 : Prix du Jury du meilleur acteur dans un court-métrage pour The Roommates